# Проходження гри
Проходження гри (англ. walkthrough) — процес досягнення кінцевого пункту гри (проходження всіх рівнів, досягнення певної цифри очок досвіду, виконання всій місій тощо), а також певний посібник, де вказано, як найкраще досягти цього пункту (англ. strategy guide).

## Проходження як процес досягнення кінцевого пункту
Проходження гри є елементом ігрового процесу. Фактично це виконання всіх дій, які необхідні для завершення гри. У платформерах це означає завершувати рівні (наприклад, у грі Prince of Persia). У рольових іграх це може означати досягнення певного рівня чи набирання певної кількості очок. Також це може бути виконання всіх місій.

## Проходження як порядок дій
Проходженням гри також називають посібник для гравців, в якому вказуються всі необхідні дії для завершення гри та методи найпростішого та найшвидшого проходження. Він може бути оформлений як список рівнів, місій чи рівнів досвіду, що складається з пунктів щодо завершення кожного з рівнів, місій або досягнення нових рівнів досвіду; як список часто задаваних питань по геймплею з відповідями; як перелік секретних рівнів, як туди потрапити і що робити; як перелік великодніх яєць, секретів, підказок до гри, що полегшують проходження; як перелік чит-кодів, що також полегшать проходження тощо.